# Romeira e Várzea
Romeira e Várzea (llamada oficialmente União das Freguesias de Romeira e Várzea) es una freguesia portuguesa del municipio y distrito de Santarém.

## Historia
Fue creada el 28 de enero de 2013 en aplicación de una resolución de la Asamblea de la República de Portugal promulgada el 16 de enero de 2013 con la unión de las freguesias de Romeira y Várzea, pasando su sede a estar situada en la antigua freguesia de Várzea.

## Demografía
| Gráfica de evolución demográfica de Romeira e Várzea entre 2011 y 2021 |
|                                                                        |
| Datos según el nomenclátor publicado por el INE portugués.             |